# ブルー・スエード・シューズ
「ブルー・スエード・シューズ」 (Blue Suede Shoes) は、1956年に発売されたカール・パーキンスのシングル。ロカビリー、ロックンロールのスタンダード曲として、多数のアーティストにカバーされている。

## 制作の経緯
パーキンスの盟友ジョニー・キャッシュがコンサートをしている時、あるカップルがダンスをしている際に、男性が女性に「俺のスエード靴を踏むなよ。」と冗談混じりに警告しているのを見た。このエピソードを元にパーキンスに曲を作ってほしいと頼んだが、パーキンスは「靴の歌なんてとても書けない。」と一旦断った。
しかし後日、パーキンスが同様にコンサートをしている時、カップルの男性が女性に「俺のスエード靴を踏むな!」と言っているのを見て、インスピレーションを受けた。家に帰ったパーキンスは、15分足らずで「ブルー・スエード・シューズ」を書き上げたのである。

## 発売
1956年1月、シングルA面として発表。発売当初、地元のラジオ局はB面の「ハニー・ドント」を放送していた。しかし、あるラジオ局が「ブルー・スエード・シューズ」を放送すると、人気が爆発した。
そして 「ペリー・コモ・ショウ」の出演が決まり、ついにテレビ進出が決定するも、道中で大事故に遭い、怪我を負ってしまう。
エルヴィス・プレスリーが「ハウンド・ドッグ」の次のシングル曲としてカバーする。更に「ミルトン・バール・ショウ」でも披露し、大盛況をおこす。これにより、世間の「ブルー・スエード・シューズ」のイメージがプレスリーで完全に定着し、ヒット当時事故で入院していたパーキンスに復活の余地は無かった。

## 功績
「ブルー・スエード・シューズ」は、「ロックンロールを形づけた500の曲」として、「マッチボックス」と共に選ばれた。また、「ローリング・ストーンの選ぶオールタイム・グレイテスト・ソング500」にも選ばれた。
また、チャック・ベリーの曲、「ロール・オーバー・ベートーヴェン」の歌詞の中にもこの曲の名前が出ている。
エディ・コクランやビル・ヘイリー、デイヴ・クラーク・ファイヴ等、多数のアーティストにカバーされている。